# 江南农村商业银行
江南农村商业银行（Jiangnan Rural Commercial Bank），是江苏省常州市现存唯一农村商业银行，及唯一的本地法人银行。也是江苏省唯一一家地级统一法人的农信机构，设立于2009年12月31日。

## 历史
江南农商行成立于2009年12月31日，由常州市辖内原有的五家农信机构——武进农村商业银行、溧阳农村合作银行、常州市区农村信用合作联社、常州市新北区农村信用合作联社、金坛市农村信用合作联社，合并而成。